# Mimosestes insularis
Mimosestes insularis är en skalbaggsart som beskrevs av John M. Kingsolver och Johnson 1978. Mimosestes insularis ingår i släktet Mimosestes och familjen bladbaggar. Inga underarter finns listade i Catalogue of Life.